# Plectoneura huntei
Plectoneura huntei är en fjärilsart som beskrevs av W. Warren 1903. Plectoneura huntei ingår i släktet Plectoneura och familjen mätare. Inga underarter finns listade i Catalogue of Life.